# Asinauka (rejon orszański)
Asinauka (biał. Асінаўка; ros. Осиновка, Osinowka) – wieś na Białorusi, w obwodzie witebskim, w rejonie orszańskim, w sielsowiecie Piszczaława, przy drodze magistralnej M1.
Znajduje się tu przystanek kolejowy Maszkowa, położony na linii Orsza – Lepel.